# Synagoga Salomona Monata w Łodzi
Synagoga Salomona Monata w Łodzi – prywatny dom modlitwy znajdujący się w Łodzi przy ulicy Cegielnianej 36.
Synagoga została zbudowana w 1895 roku z inicjatywy Salomona Monata. Mogła ona pomieścić 30 osób. Podczas II wojny światowej hitlerowcy zdewastowali synagogę.